# Vukovar
Vukovar [ˈʋukɔʋaːr] (serbisch-kyrillisch Вуковар, ungarisch Vukovár, deutsch Wukowar) ist eine Stadt im Osten Kroatiens. Sie ist die Hauptstadt der Gespanschaft Vukovar-Syrmien (kroatisch Vukovarsko-srijemska županija) und hatte 2011 bei der Volkszählung 27.683 Einwohner. Die Region um Vukovar an der Grenze zu Serbien war während des Kroatienkriegs 1991–1995 das am stärksten umkämpfte Gebiet. Bei der serbischen Belagerung und der Schlacht um Vukovar wurde Vukovar weitgehend zerstört.

## Etymologie
Die erste Silbe Vuk- weist auf den Fluss Vuka hin, der durch Vukovar fließt. Die zweite Silbe var (ung. vár oder város) ist ungarisch für Burg oder Stadt. Übersetzt bedeutet der Stadtname Burg an der Vuka.
Der Flussname selbst entspricht Südslawisch vuk mit der Bedeutung Wolf. Zusammen mit dem ungarischen Wort vár ergibt sich daher auch die Deutungsmöglichkeit Wolfsburg.

## Geographie

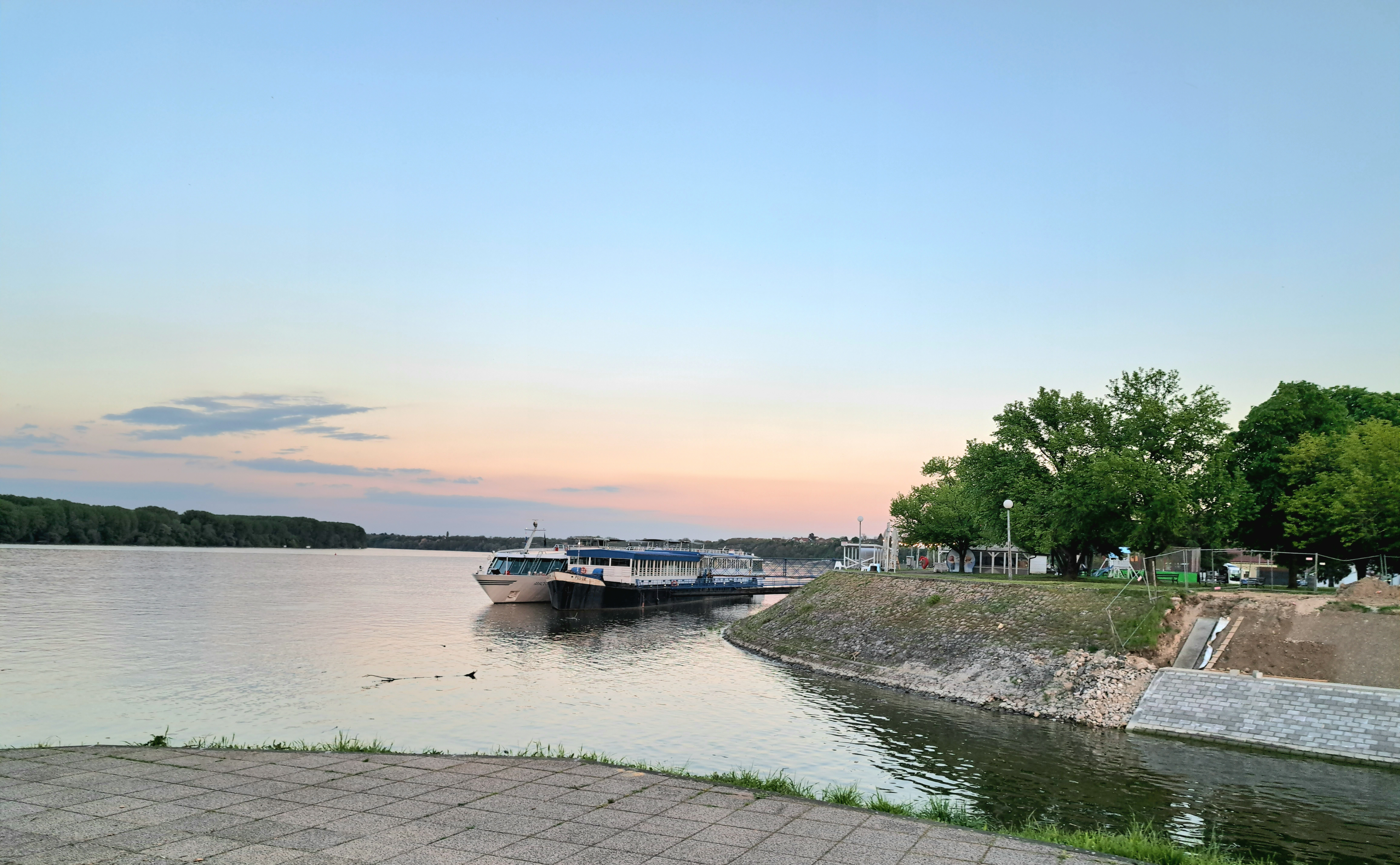
Mündung der Vuka in die Donau

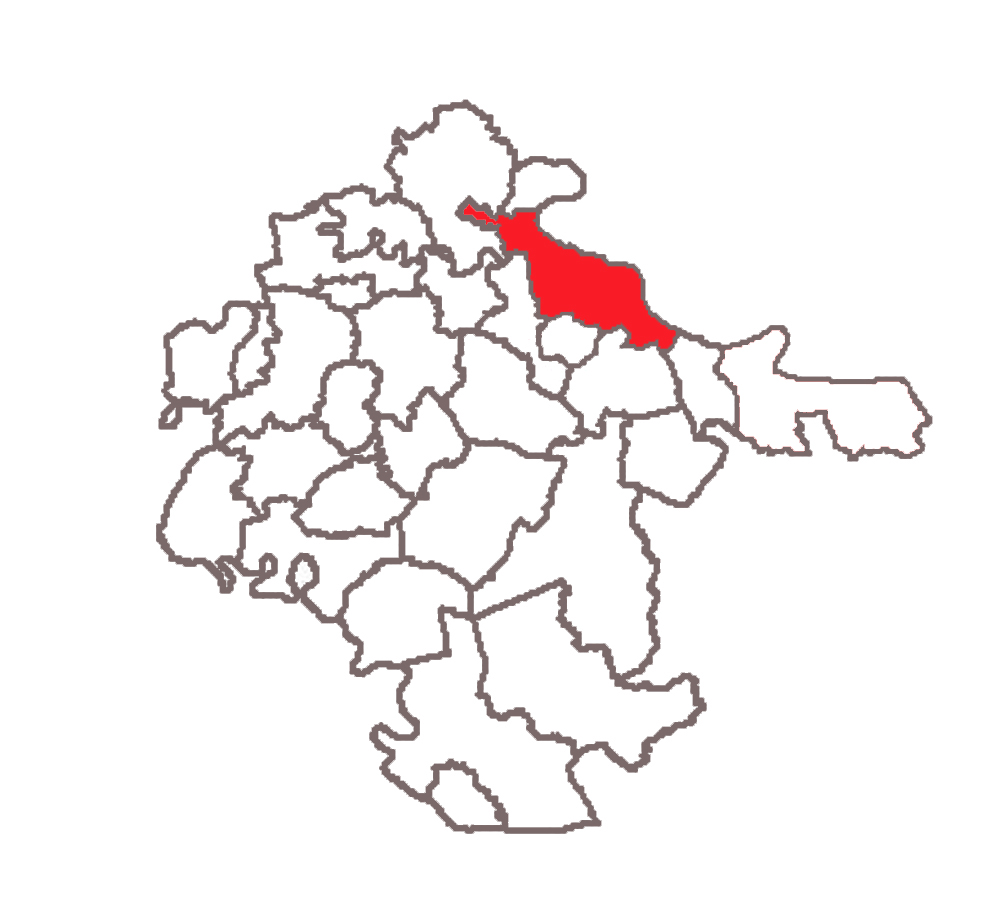
Lage der Stadt Vukovar in der Gespanschaft Vukovar-Syrmien

Die Stadt liegt in der historischen Region Slawonien, an der Mündung der Vuka in die Donau. Die Altstadt liegt auf der linken Seite der Vuka und erstreckt sich am Fuße eines kleinen Hügels entlang, teilweise auch auf dessen Flanken.

## Bevölkerung
Nach der Volkszählung aus dem Jahre 1900 hatte Vukovar damals 10.500 Einwohner: 4.000 Kroaten, 3.500 Deutsche, etwa 1.900 Serben und 950 Ungarn.
Die Ergebnisse der Volkszählung des Jahres 2011 zeigten, dass auf dem politisch zur Stadt Vukovar gehörenden Gebiet 27.683 Menschen wohnten, darunter 57,4 Prozent Kroaten und 34,9 Prozent Serben. Die eigentliche Stadt wies 26.468 Einwohner auf.
| Jahr | Gesamt | Kroaten | Kroaten | Serben  | Serben | Deutsche | Deutsche | Ungarn  | Ungarn | Andere  | Andere |
| Jahr | Gesamt | absolut | in %    | absolut | in %   | absolut  | in %     | absolut | in %   | absolut | in %   |
| ---- | ------ | ------- | ------- | ------- | ------ | -------- | -------- | ------- | ------ | ------- | ------ |
| 1910 | 10.359 | 4.092   | 39,5    | 1.628   | 15,7   | 3.503    | 33,8     | 954     | 9,2    | 183     | 1,8    |
| 1931 | 10.242 | 5.048   | 49,6    | 1.702   | 16,6   | 2.670    | 26,1     | 571     | 5,6    | 215     | 2,0    |
| 1948 | 17.223 | 10.943  | 63,5    | 4.390   | 25,5   | 54       | 0,3      | 913     | 5,3    | 923     | 5,3    |
| 1971 | 30.222 | 14.694  | 48,6    | 9.132   | 30,2   | 60       | 0,2      | 835     | 2,8    | 5.501   | 18,2   |
| 1990 | 44.639 | 21.065  | 47,2    | 14.425  | 32,3   | 94       | 0,2      | 694     | 1,5    | 8.361   | 18,8   |
| 2001 | 31.670 | 18.199  | 57,5    | 10.412  | 32,9   | 58       | 0,2      | 387     | 1,2    | 2.614   | 8,3    |
| 2011 | 27.683 | 15.881  | 57,4    | 9.654   | 34,9   | 58       | 0,2      | 347     | 1,3    | 1.743   | 6,3    |

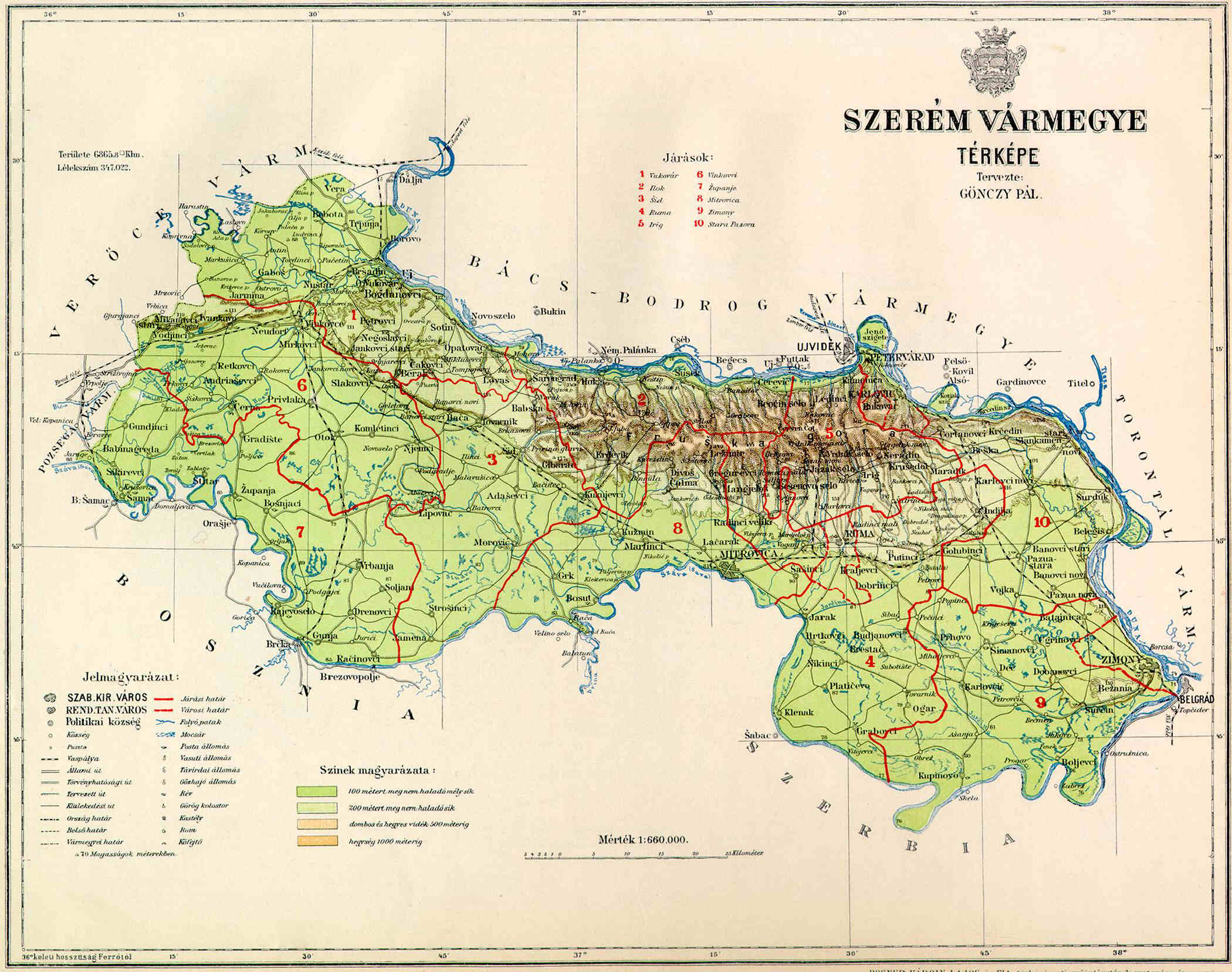
Landkarte der ehemaligen Gespanschaft Syrmien

Im Jahr 2001 hatte die Volkszählung eine etwas andere Verteilung ergeben: auf dem Großterritorium Vukovar lebten 31.670 Menschen, darunter 57,5 Prozent Kroaten und 32,9 Prozent Serben. 30.126 Personen wohnten in der eigentlichen Stadt, die übrigen in drei benachbarten Dörfern.
Weitere zehn Jahre zuvor, nach einer Volkszählung des Jahres 1991 gab es die folgenden Zahlen: in der (Groß-)Gemeinde Vukovar, die neben der Stadt Vukovar zahlreiche weitere benachbarte Ortschaften umfasste, 84.189 Menschen, davon 36.910 Kroaten (43,8 Prozent), 31.445 Serben (37,4 Prozent), 1.375 Ungarn (1,6 Prozent), 6.124 Jugoslawen (7,3 Prozent) und 8.335 andere (9,9 Prozent).
Einige der umliegenden Dörfer waren fast ausschließlich von Serben besiedelt, die meisten jedoch von Kroaten. Bis zum Ende des Zweiten Weltkrieges waren manche Orte zum Teil deutsch besiedelt – von den sogenannten Donauschwaben. In diesen deutschen Orten wurden vorwiegend Serben angesiedelt (siehe auch Sotin).
Aufgrund der sich nur langsam bessernden Wirtschaftslage sind viele Flüchtlinge aus dem Kroatienkrieg bis in die späten 2010er Jahre noch nicht zurückgekehrt.
Die Stadt ist ethnisch deutlich getrennt. Auch wenn keine geographische Abgrenzung zwischen serbischen oder kroatischen Stadtteilen vorhanden ist, kommen die Einwohner unterschiedlicher Nationalität im täglichen Leben doch nur wenig miteinander in Berührung. Von den Schulen angefangen bis hin zu Arbeitsstätten und Gaststätten sind die meisten Einrichtungen entweder explizit serbisch oder kroatisch.
Der kroatischen Gesetzgebung zufolge haben Kinder aller nationaler Minderheiten Anspruch auf muttersprachlichen Schulunterricht. Daher findet die Schulbildung für kroatische Kinder in der lateinischen Schrift und in der kroatischen Sprache, der Unterricht der Serben in serbischer Sprache und in kyrillischer Schrift statt.

## Politik
Von den 29 Mitgliedern des Stadtrates (Gradsko vijeće) werden derzeit 11 von der HDZ, 13 von der SDP, 3 von der SDSS (die die serbische Bevölkerung vertritt) und 2 von der Hrvatska Stranka Prava dr. Ante Starčević (Kroatische Partei des Rechts Dr. Ante Starčević) gestellt.  Bürgermeister ist Ivan Penava (HDZ), Vorsitzender des Stadtrates Zdenka Buljan (HDZ).

## Geschichte

### Vor der Stadtgründung
Die Region ist seit der Jungsteinzeit besiedelt. Eine jungsteinzeitliche Tonfigur, die Vučedol-Taube, ist eines der Wahrzeichen der Stadt. Die archäologische Ausgrabungsstätte der Vučedol-Kultur befindet sich in der gleichnamigen Siedlung etwa 5 km außerhalb der Stadt.
Zur Römerzeit gab es zahlreiche Siedlungen und Kastelle entlang der Donaugrenze. Seit dem 6. Jahrhundert wanderten Slawen ein. Im Jahr 852 beschrieben Chronisten das Reich des kroatischen Fürsten Trpimir als „usque ad ripam Danubii et pene per totum Regnum Chroatorum“ („bis hin zur Donau durch das gesamte Kroatien“).

### Entstehung der Stadt

Vukovar (markiert) auf der Syrmienkarte aus dem Jahr 1751

Im 10. Jahrhundert wurde die Festung Vukovo gegründet, an der sich die Stadt langsam entwickelte. Ab dem Hochmittelalter war die Region Teil des zur Ungarischen Krone gehörenden Königreiches Slawonien. Ab dem 14. Jahrhundert wurde der Ort als Vukovar bezeichnet.

### Von der osmanischen Zeit bis zum sozialistischen Jugoslawien

Stadtansicht Vukovar 1904

Von 1526 bis 1687 stand die Region unter osmanischer Herrschaft. Danach wurde sie Teil Österreich-Ungarns mit kroatischer, ungarischer, deutscher und serbischer Bevölkerung. Vukovar war Sitz des Komitates Syrmien (Szerém), das innerhalb der Ungarischen Krone zu Kroatien-Slawonien gehörte. Nach dem Ersten Weltkrieg kam es 1918 zum Königreich der Serben, Kroaten und Slowenen, dem späteren Königreich Jugoslawien. Im Zweiten Weltkrieg war die Region 1941 bis 1945 Teil des Unabhängigen Staats Kroatien.
Nach dem Zweiten Weltkrieg wurden die meisten Deutschstämmigen vertrieben und vermehrt Serben, aber auch Kroaten aus damals ärmeren Regionen wie z. B. dem Zagorje angesiedelt.

### Kroatienkrieg

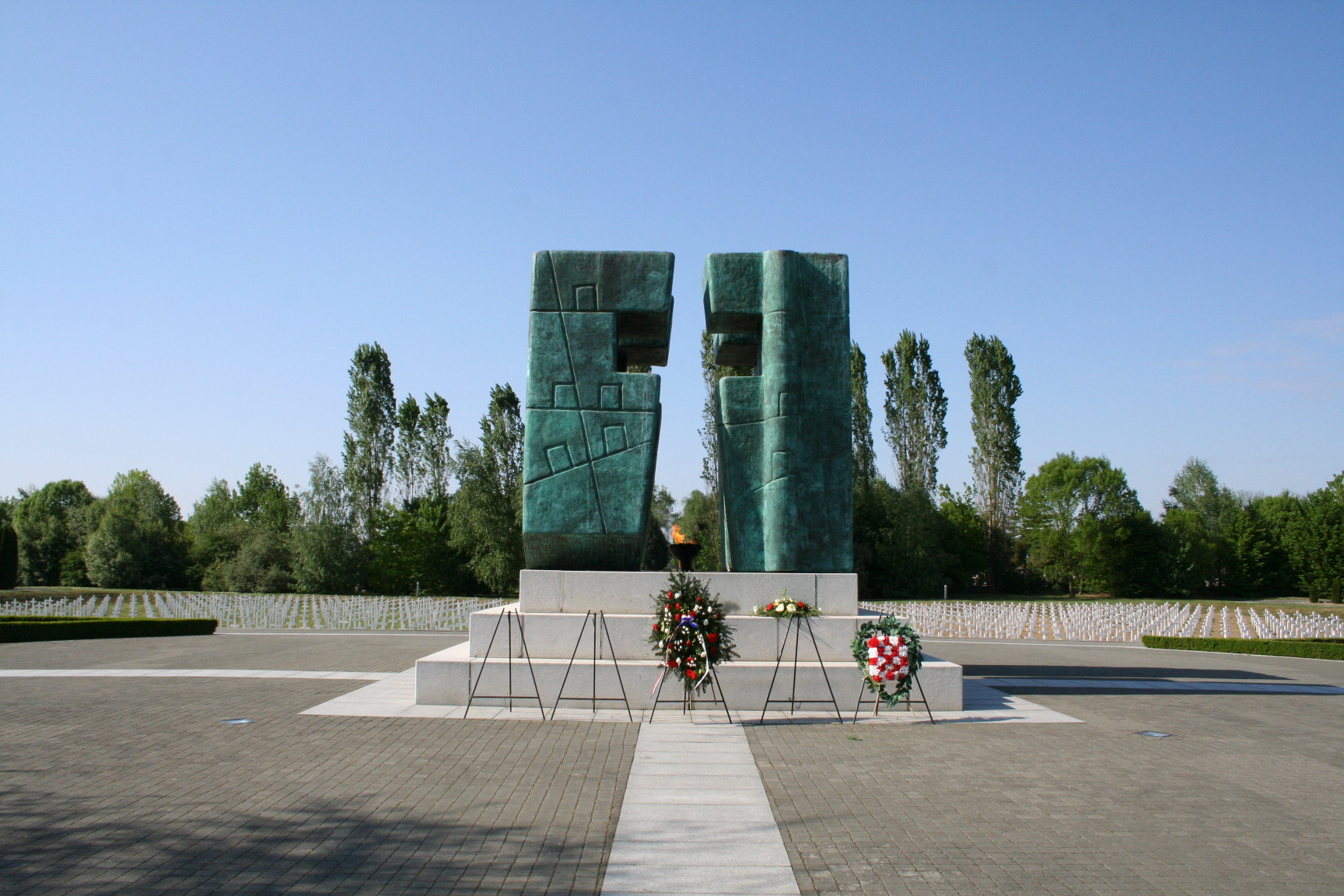
Hauptdenkmal für die Opfer des Kroatienkrieges (Tomislav Ostoja, 2000)

#### Schlacht und Massaker

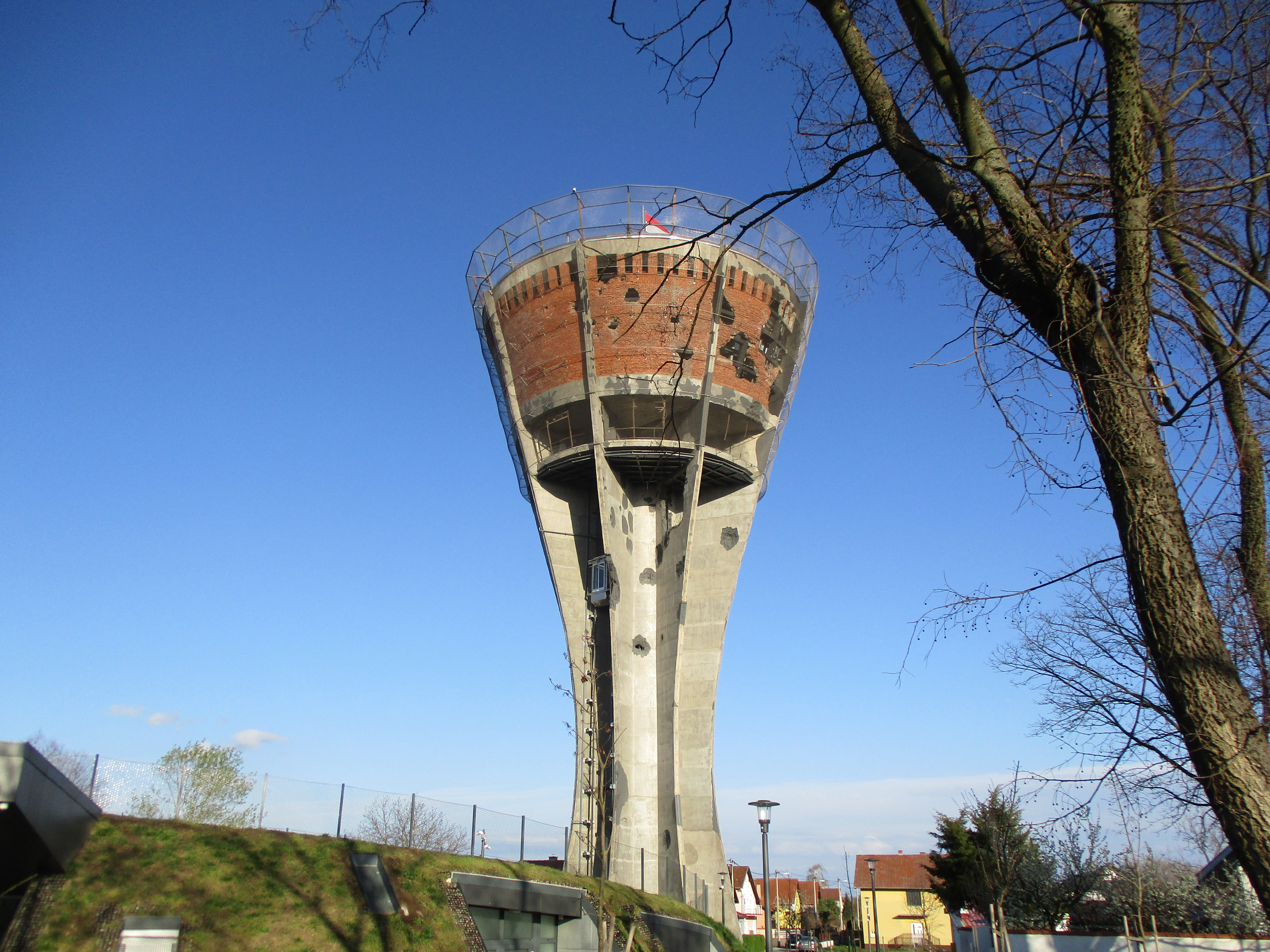
Wasserturm von Vukovar 2021

Ende der 1980er Jahre gab es zunehmende Spannungen zwischen Serben und Kroaten. Die Spannungen verstärkten sich, als die antikroatische Propaganda aus Belgrad und die antiserbische Propaganda aus Zagreb bei einem Teil der Serben und Kroaten Wirkung zeigten. Die Extremen unter ihnen bewaffneten sich, gingen in den umliegenden Dörfern in Stellung. 1991 kam es hier zum ersten größeren Zusammenstoß zwischen kroatischer Polizei und Serben, nachdem sich die Bewohner der überwiegend von Serben bewohnten Gemeinde Borovo Selo geweigert hatten, die kroatische Fahne vor ihrem Gemeindeamt aufzuhängen (siehe Scharmützel von Borovo Selo). Aus Ferngeschützen fielen die ersten Schüsse auf das umzingelte Vukovar.
In den nächsten drei Monaten schlugen während der Schlacht um Vukovar bis zu 8000 Granaten täglich ein, insgesamt sechs Millionen Geschosse. Den kroatischen Truppen – 800 Soldaten und Polizisten, dazu gut 1000 Freiwillige – stand ein größeres Regiment der Jugoslawischen Volksarmee und serbische Freischärler gegenüber, die Vukovar mit Panzern, gepanzerten Fahrzeugen, Flugzeugen und schwerer Artillerie einnehmen wollten.
Die Belagerung der Stadt durch die Jugoslawische Volksarmee dauerte 87 Tage und endete am 18. November 1991. Als die Soldaten an jenem Tag in die inzwischen fast völlig zerstörte Stadt einmarschierten, lebten dort noch 15.000 Menschen. Viele von ihnen hatten während des Bombardements Zuflucht im Krankenhaus von Vukovar gesucht. Während der Schlacht wurde u. a. der Wasserturm schwer beschädigt und dient heute als Mahnmal.
Nach Schilderung der Ankläger des Internationalen Strafgerichtshofs für das ehemalige Jugoslawien (ICTY) trieben am 20. November 1991 serbische Einheiten, unter Kontrolle oder Einfluss u. a. der Jugoslawischen Volksarmee 255 Kroaten und andere Nicht-Serben aus dem Krankenhaus zusammen, transportierten sie zunächst auf eine Farm nahe der Ortschaft Ovcara und folterten sie dort über Stunden. Sie wurden dann in 10er- und 20er-Gruppen geteilt und etwas entfernt zwischen der Farm Ovcara und Grabovo von Soldaten erschossen und in einem Massengrab vergraben. Eine große Zahl von Bewohnern Vukovars wurde laut Anklage in das serbische Internierungslager in Dalj gebracht.

#### Nach der Belagerung
Danach wurde die Stadt einige Zeit lang zum Zentrum der serbisch kontrollierten Gebiete Ostslawonien und Baranja, ein Großteil der kroatischen Bevölkerung wurde vertrieben. Dagegen siedelten sich viele serbische Vertriebene aus dem restlichen Kroatien an, insbesondere den Städten Osijek und Vinkovci. Anders als jene Gebiete wurde Ostslawonien mit Vukovar nicht militärisch zurückerobert: Das Gebiet kam 1995 nach dem Abkommen von Erdut vom 12. November 1995 zwischen der kroatischen Regierung und einer serbischen Delegation unter provisorische UN-Verwaltung (UNTAES – United Nations Temporary Administration of Eastern Slavonia), um die friedliche Wiedereingliederung nach Kroatien vorzubereiten. Ab 1997 wurden Rückkehrer zugelassen, wobei es erneut zu Spannungen kam. 1998 wurde das Gebiet in Kroatien reintegriert, behielt aber ebenso wie die gesamte Gespanschaft Osijek-Baranja bestimmte Sonderrechte für die serbische Minderheit (z. B. keine Wehrpflicht in der Kroatischen Armee und ein fünfjähriges Moratorium im Schulfach Geschichte, insbesondere der Geschichtsschreibung im Zeitraum von 1991 bis 1995).
Die mutmaßlich verantwortlichen Offiziere für das Massaker im Krankenhaus von Vukovar, Mile Mrkšić, Veselin Šljivančanin und Miroslav Radić, die sogenannte Vukovar-Trojka, wurden später vom Internationalen Strafgerichtshof für das ehemalige Jugoslawien (ICTY) in Den Haag angeklagt. Mrkšić und Radić stellten sich im Mai und Juni 2002, Veselin Šljivančanin wurde im Juni 2003 festgenommen. Mrkšić und Šljivančanin wurden zu 20 bzw. 17 Jahren Haft verurteilt, Radić wurde freigesprochen, da ihm nicht nachgewiesen werden konnte, dass er von dem Massaker gewusst hatte.

## Wirtschaft

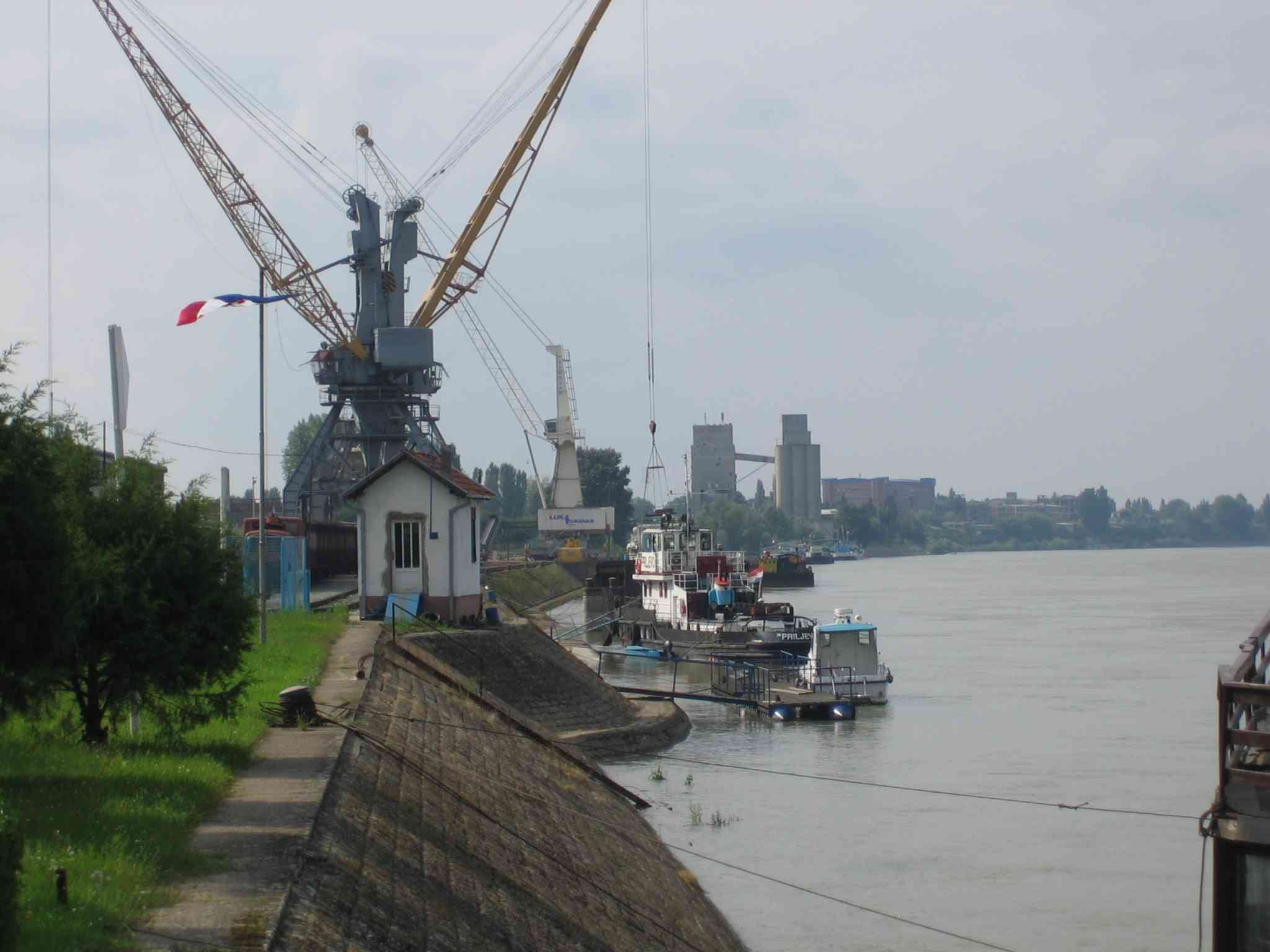
Der Donau-Hafen Vukovar

Vormals war Vukovar ein Zentrum der Textil- und Gummiindustrie (Vuteks, Borovo) und ist nach wie vor ein wichtiger Donauhafen.
Borovo war die größte Schuhfabrik im ehemaligen Jugoslawien und hatte 1990 circa 21.000 Beschäftigte. Der Stadtteil Borovo Naselje gehört zu den am meisten zerstörten Gegenden in Vukovar, und von dem einstigen Großbetrieb sind nur noch einige Hallen übrig, welche derzeit noch knapp 3000 Personen einen Arbeitsplatz bieten.
Ostslawonien ist ein sehr fruchtbarer Landstrich. Die ehemalige Agrargenossenschaft VUPIK, bekannt vor allem für ihre Weißweine, gehört zu den bedeutendsten Unternehmen.

## Bauwerke und Mahnmale

### Altstadt
Der Stadtkern von Vukovar ist ein Kleinod barocker Baukunst. Besonders hervorzuheben sind das Schloss der Grafen von Eltz und das Franziskanerkloster, welches seit 2000 auch wieder in neuem Glanz erstrahlt. Der Großteil der Stadt ist allerdings immer noch stark zerstört, weil eher in Neubauten von Banken, Versicherungen und Einkaufszentren investiert wird als in die aufwendige Wiederherstellung der alten Bausubstanz.
Das Mahnmal Ovčara befindet sich an der Stelle, an dem serbische Soldaten im Jahr 1991 beim Massaker von Vukovar 200 aus dem städtischen Krankenhaus entführte Patienten ermordeten.
Selbst mehr als zehn Jahre nach dem Krieg ist Vukovar in weiten Teilen eine Geisterstadt geblieben. Seit der Wiedervereinigung mit Kroatien ist die Stadt ein Ziel für Schulklassen aus dem ganzen Land, welchen hier anschaulich die Brutalität des Krieges, aber auch die Tragödie des eigenen Volkes vor Augen geführt werden soll.
Die Ende des 19. Jahrhunderts erbaute Große Synagoge wurde im Zweiten Weltkrieg verwüstet und 1958 abgerissen.

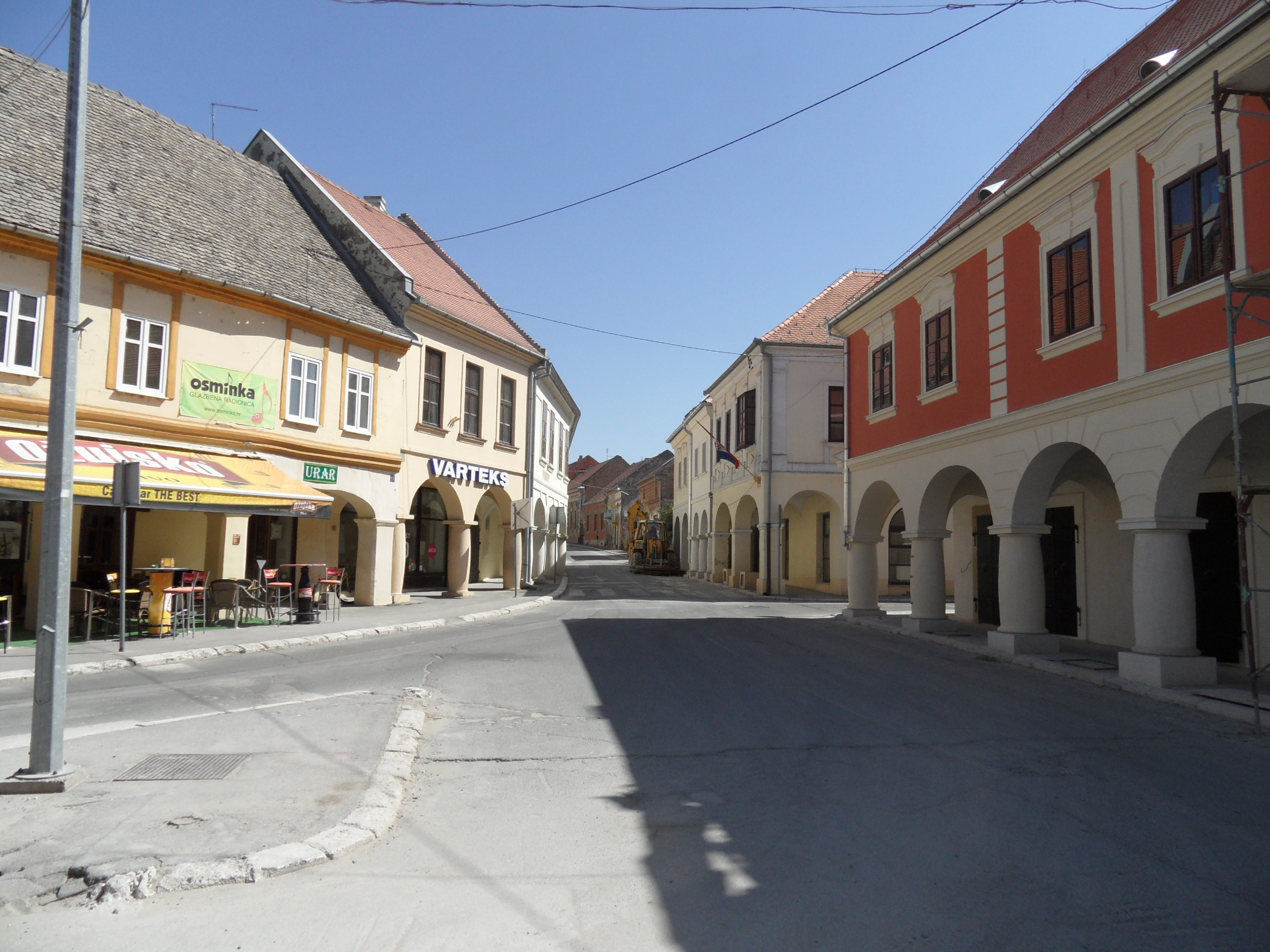
Altstadt Vukovar
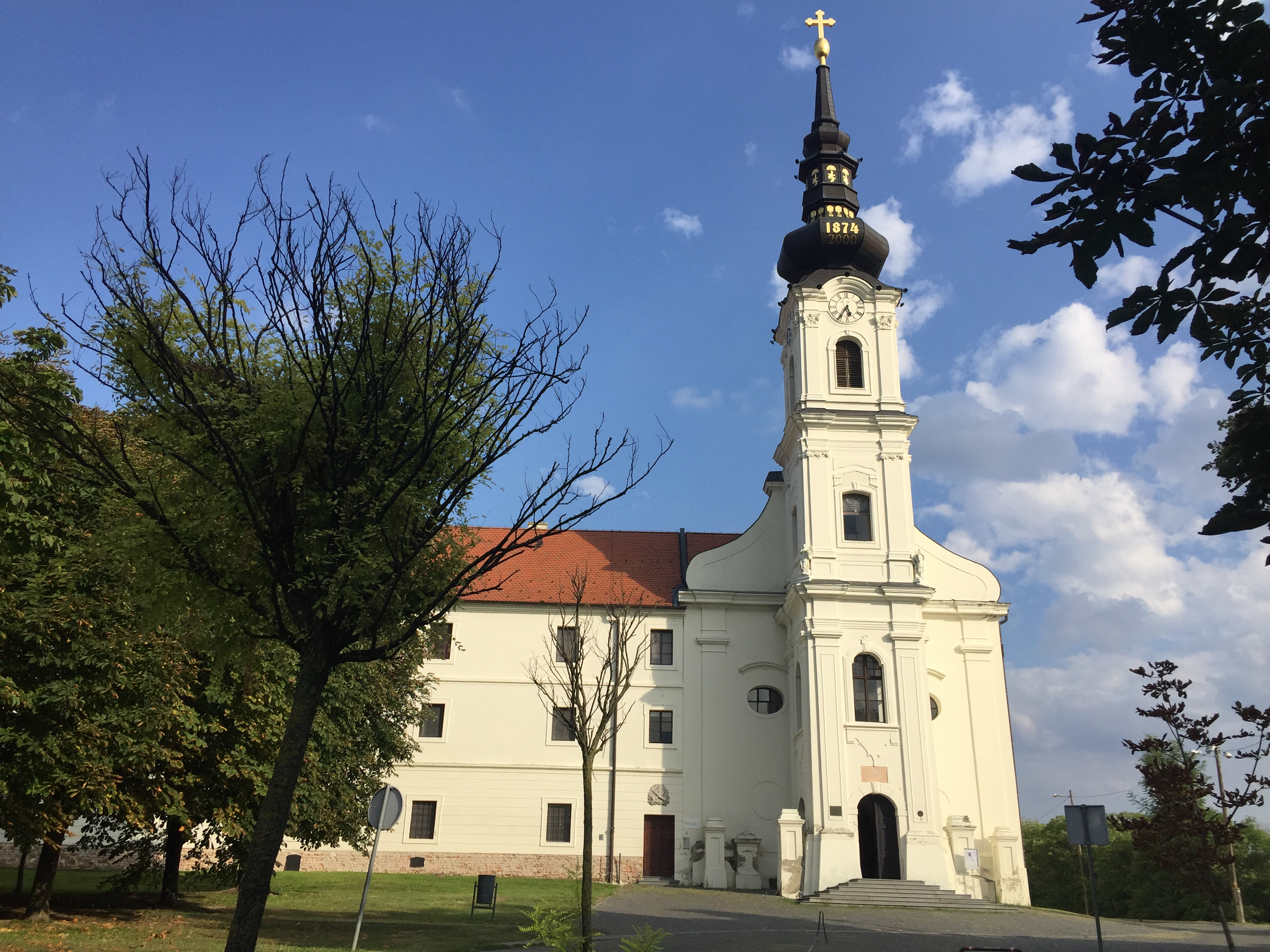
Kirche der Heiligen Philip und Jakob und das Franziskanerkloster
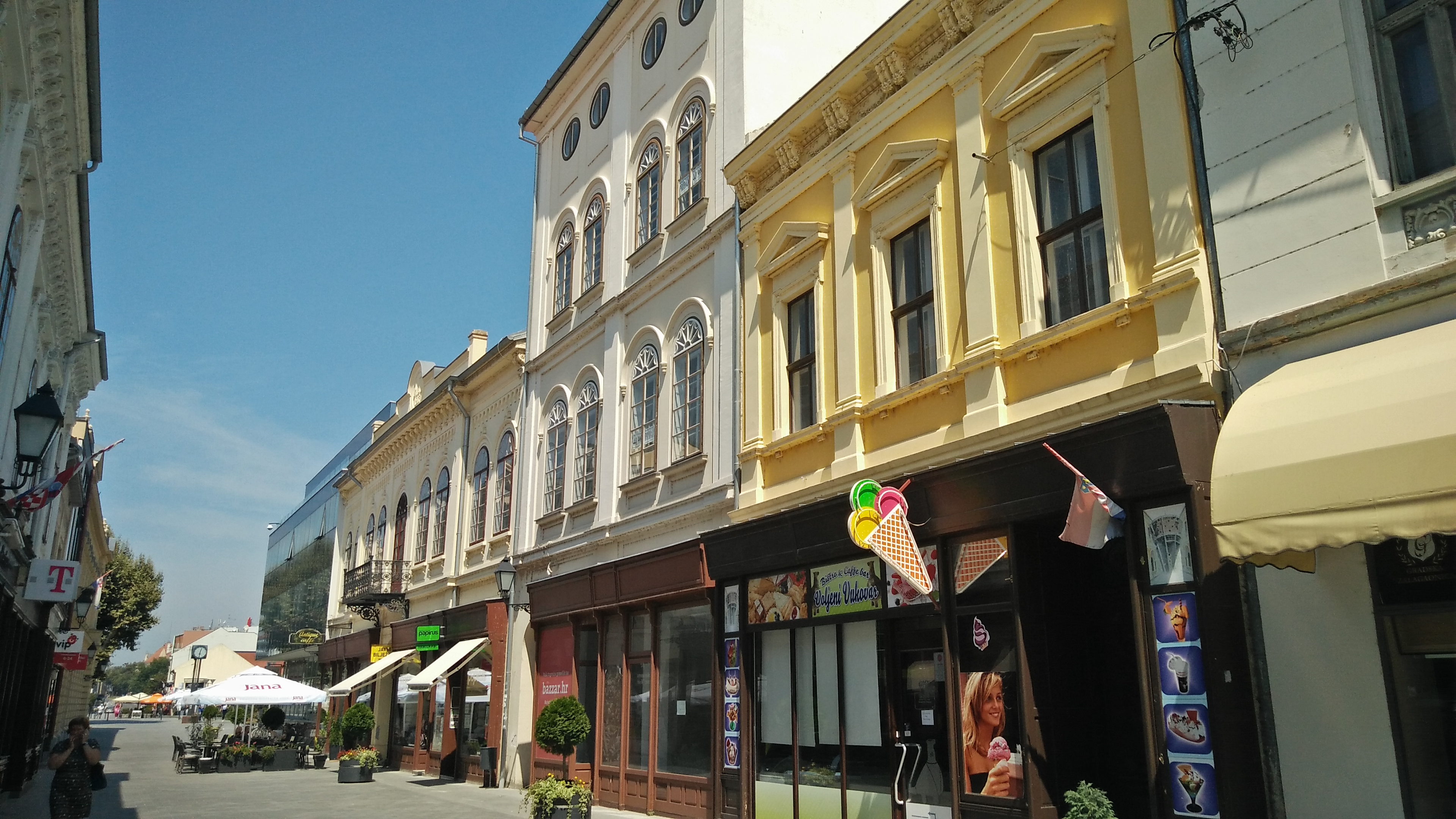
Altstadt, 2018
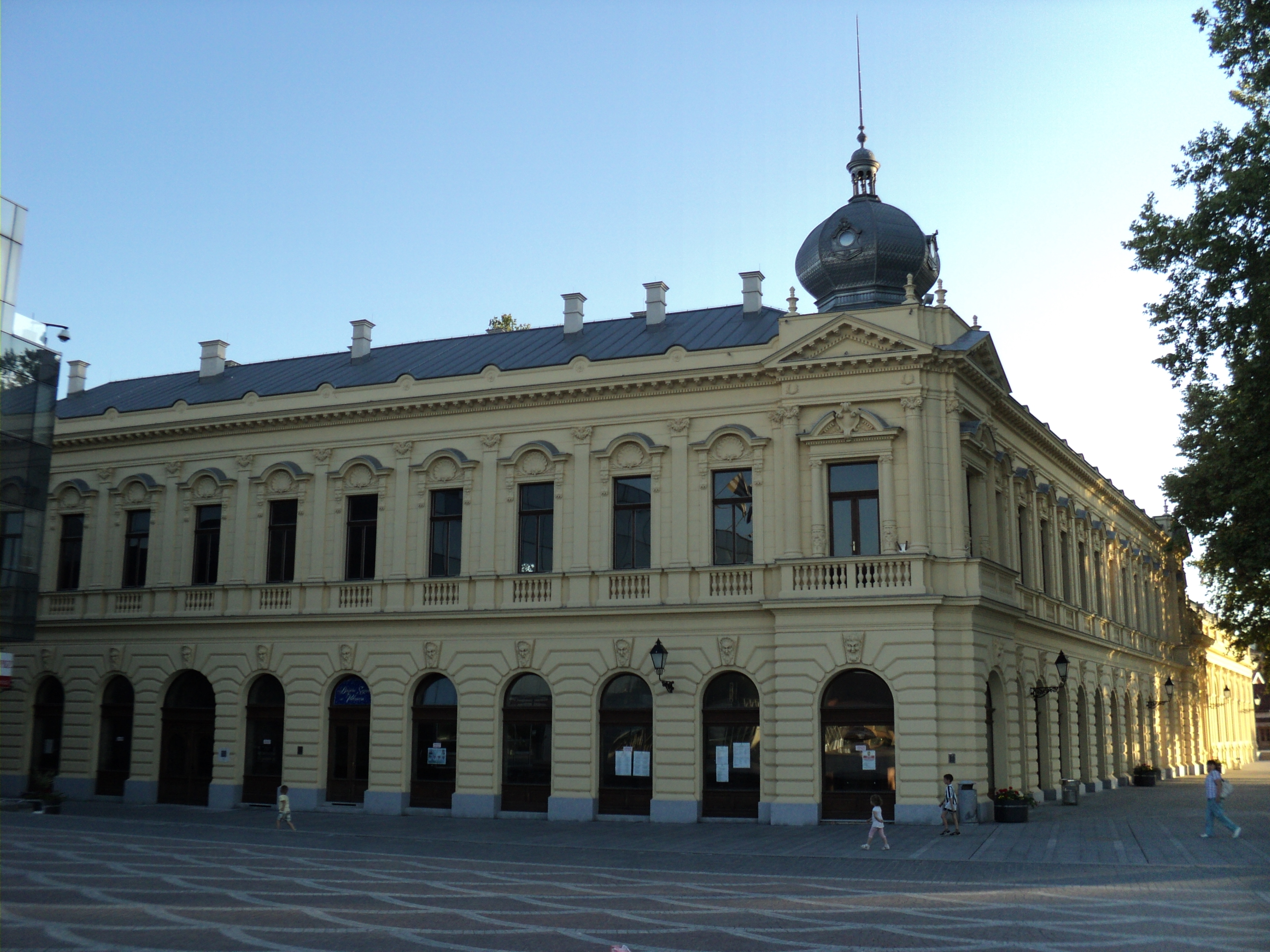
Altstadt Radnički Dom 2014
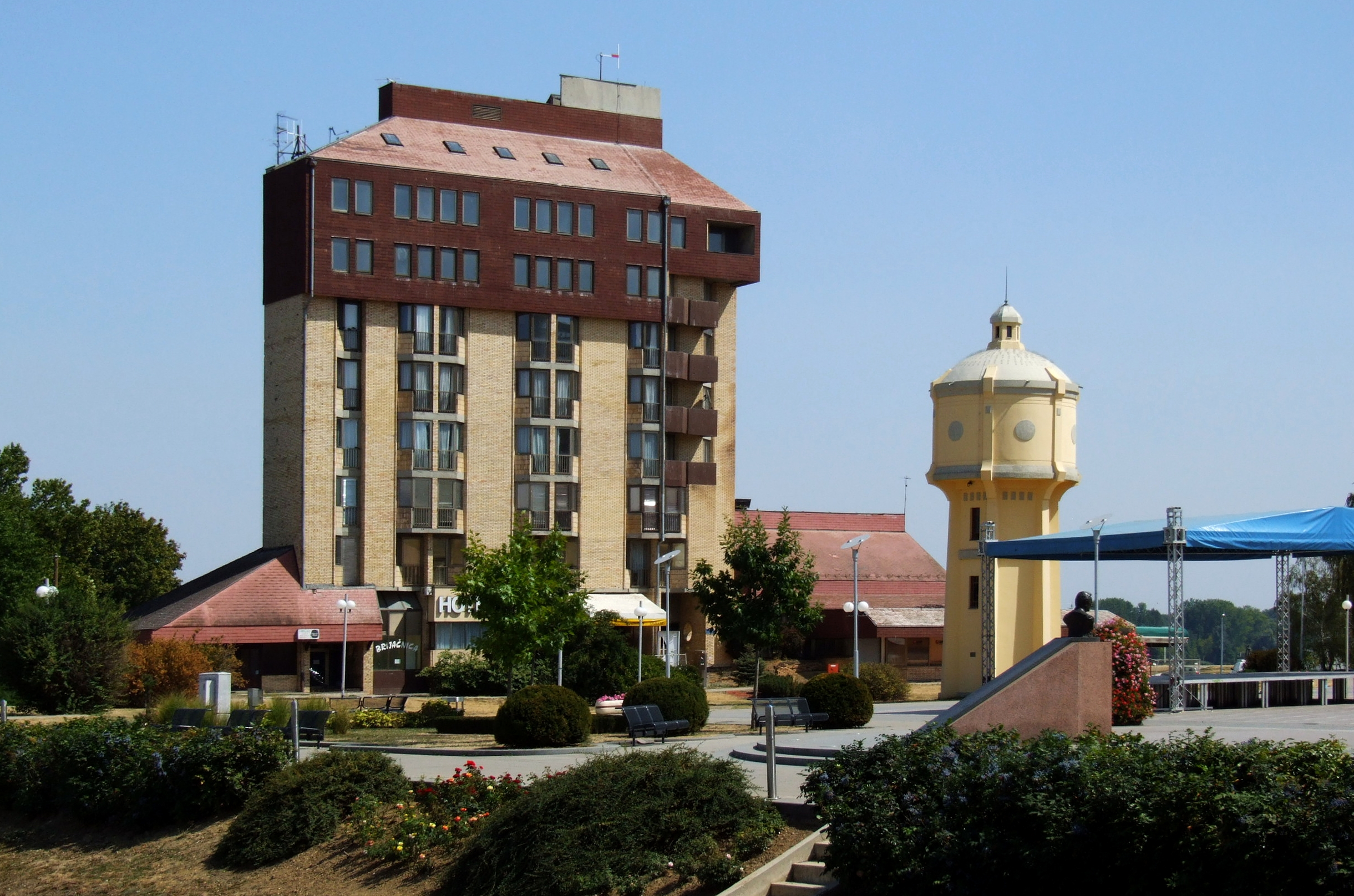
Franjo-Tuđman-Platz im Zentrum

### Schloss der Grafen Eltz

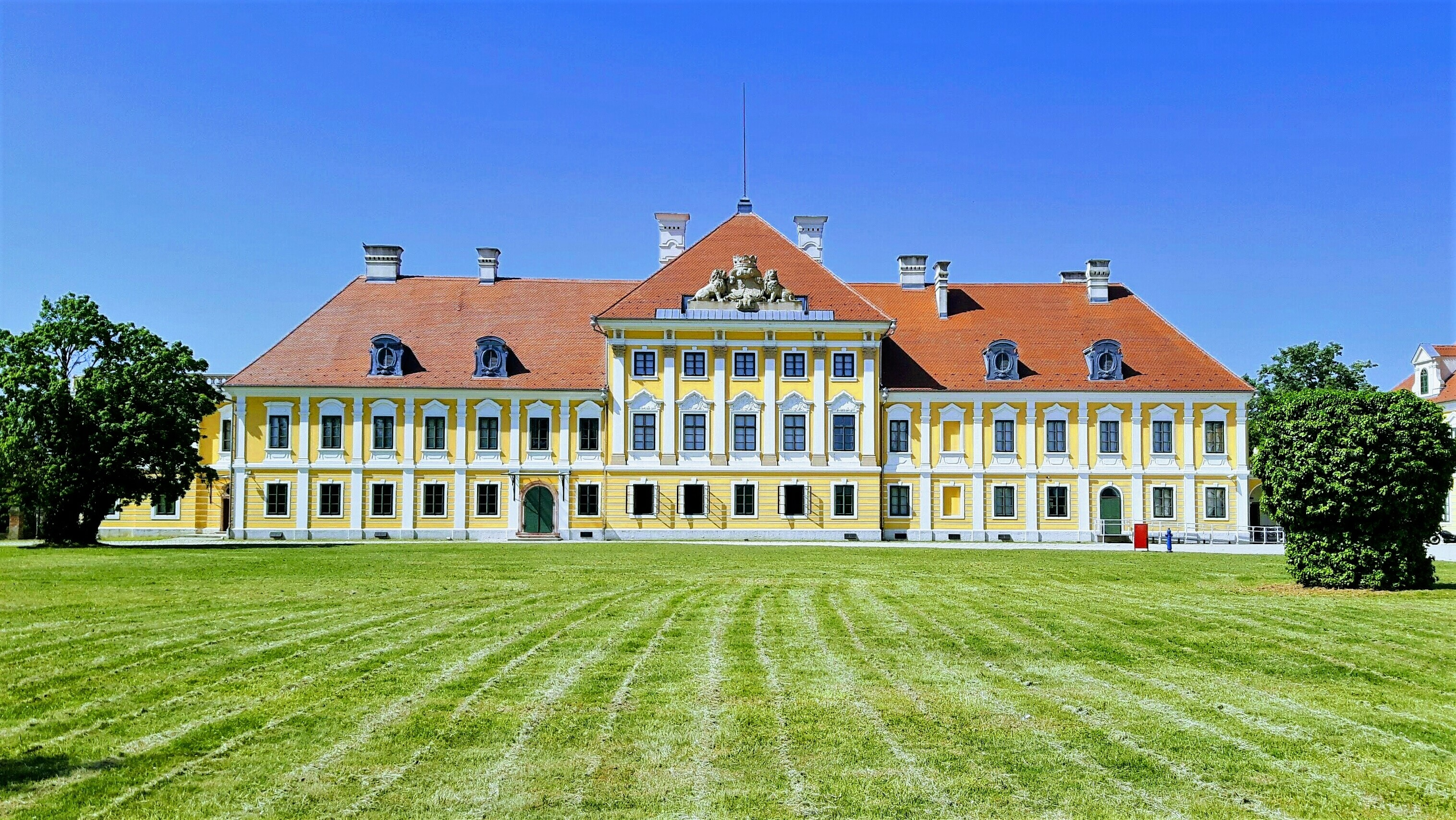
Schloss Eltz

Der Mainzer Kurfürst Philipp Karl von Eltz kaufte im Jahr 1736 das Gut Vukovar. Der Bau des Schlosses begann im Jahr 1749 unter dem Bauherrn Anselm Kasimir Eltz. Zunächst wurde der Mittelteil fertiggestellt, später erfolgten Erweiterungsbauten. Sein gegenwärtiges Aussehen hat das Schloss seit Beginn des 20. Jahrhunderts. Seit dem Jahr 1968 befindet sich darin das Stadtmuseum von Vukovar. Das Gebäude wurde während der serbischen Angriffe auf die Stadt zu Beginn des Kroatienkrieges schwer beschädigt.

## Persönlichkeiten
Die folgende Übersicht enthält bedeutende, in Vukovar geborene Persönlichkeiten. Die Liste erhebt keinen Anspruch auf Vollständigkeit.
- Károly Unkelhäusser (1866–1938), Politiker und Minister
- Leopold Ružička (1887–1976), Chemiker und Nobelpreisträger
- Josip Mrzljak (* 1944), katholischer Bischof von Varaždin
- Pavao Pavličić (* 1946), Schriftsteller
- Ratko Divjak (* 1947), Fusion- und Jazzmusiker
- Siniša Glavašević (1960–1991), Schriftsteller und Journalist
- Zoran Bognar (* 1965), Dichter und Schriftsteller
- Siniša Mihajlović (1969–2022), Fußballspieler und Trainer
- Jovan Stanojevic (* 1979), serbisch-orthodoxer Geistlicher, Bischof von Hum, Vikarbischof der Diözese von Düsseldorf und Deutschland sowie Generalsekretär der Orthodoxen Bischofskonferenz in Deutschland
- Tomo Barlecaj (* 1982), Fußballspieler
- Mirna Jukić (* 1986), Schwimmerin
- Damir Kreilach (* 1989), kroatischer Fußballspieler
- Milan Gajić (* 1996), serbischer Fußballspieler
- Ante Jukić (* 1971), Chemiker